# Ергіхуела-дель-Кампо
Ергіхуела-дель-Кампо (ісп. Herguijuela del Campo) — муніципалітет в Іспанії, у складі автономної спільноти Кастилія-і-Леон, у провінції Саламанка. Населення — 106 осіб (2010).
Муніципалітет розташований на відстані близько 180 км на захід від Мадрида, 40 км на південний захід від Саламанки.
На території муніципалітету розташовані такі населені пункти: (дані про населення за 2010 рік)
- Альбергерія-де-Ергіхуела: 12 осіб
- Ергіхуела-дель-Кампо: 49 осіб
- Санто-Домінго-де-Ергіхуела: 45 осіб

## Демографія
Динаміка населення (INE ):

## Зовнішні посилання
- Провінційна рада Саламанки: індекс муніципалітетів [Архівовано 23 квітня 2009 у Wayback Machine.]
- Посилання на Google Maps